# Дом купца Н. И. Досманова
Дом купца Н. И. Досманова — одноэтажное кирпичное здание в исторической части города Куйбышев Новосибирской области, построенное в конце XIX века. Памятник архитектуры регионального значения.

## Описание
Дом сооружён в конце XIX века купцом Н. И. Досмановым. Первоначально здание сдавалось в аренду предпринимателю Мариупольскому под кинотеатр «Иллюзион».
Главный (юго-западный) фасад здания обращён к улице Краскома (бывшей Московской улице), историческая застройка которой хорошо сохранилась. К прямоугольному в плане зданию с юго-восточного и северо-западного фасадов примыкают построенные в советский период тамбуры, а со стороны северо-восточного фасада — пристройка, в которой расположен вход в подвал.
Кирпичные внутри и снаружи стены здания опираются на бутовые фундаменты. Кровля здания вальмовая, из металла.
Главный фасад композиционно симметричен и разделён плоскими лопатками на три части, подчёркивая по-разному оформленные наличники лучковых окон. Со стороны дворовых фасадов наличники окон завершаются прямыми сандриками. Центральную часть фасада венчает фигурный аттик. Карниз небольшого выноса образован горизонтальными рядами кладки и декорирован сухариками и ступенчатыми зубчиками. Углы дома акцентированы парапетными столбиками и лопатками. Элементы декора на фасадах выделяются белым на фоне стен охристого цвета. Помещения — с коридорной планировочной структурой.
Габариты здания в плане составляют 20,3 × 15,2 м.